# فاعل، مفعول و سوئیچ

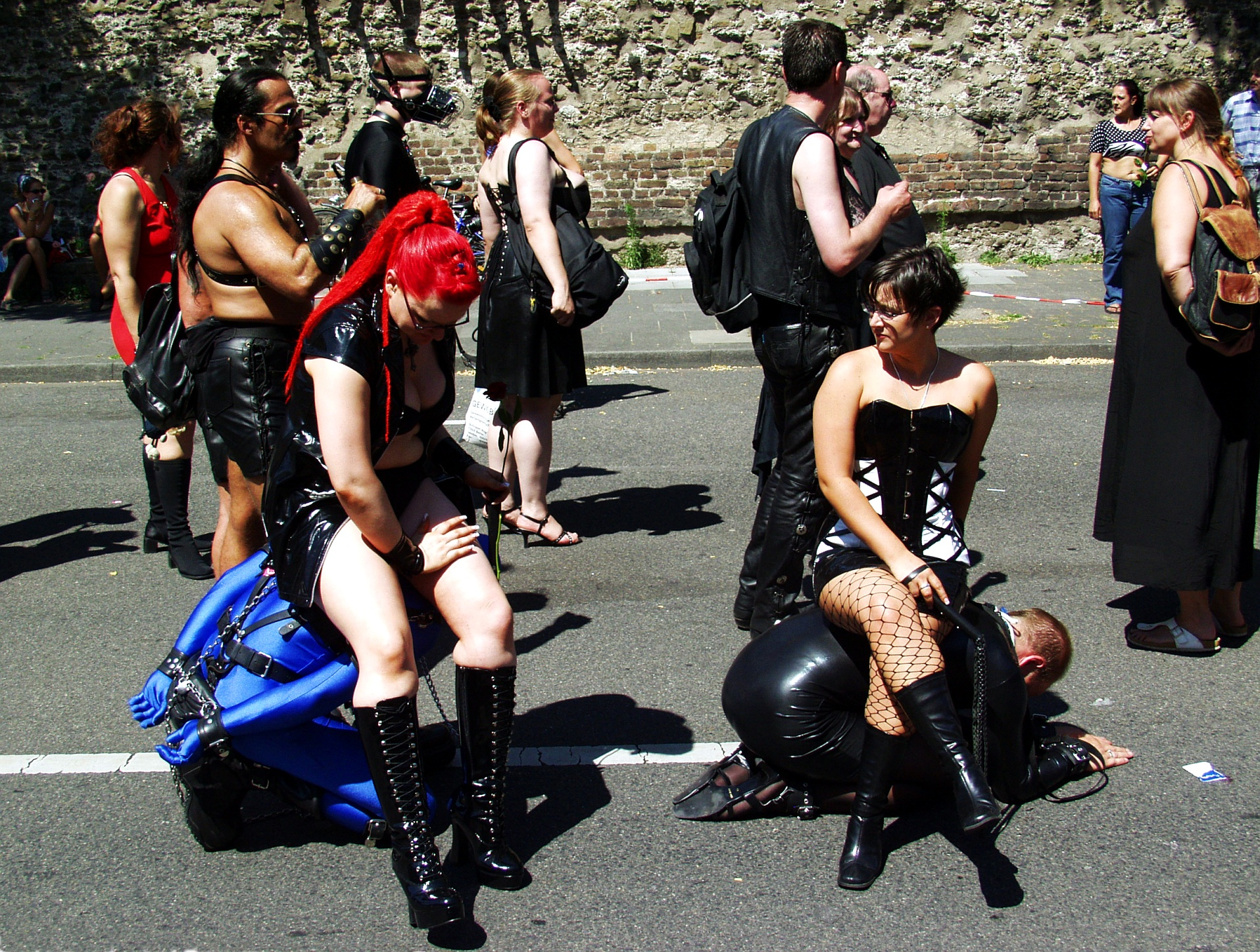
تصویری از یک رابطه بی‌دی‌اس‌ام، دو زن سلطه‌گر نشسته بر پشت مردان زانوزده. ۲۰۰۶ کلن، آلمان.

اصطلاحات فاعل، مفعول و سوئیچ برای توصیف نقش‌ها برای تعیین جایگاه جنسی افراد در فعالیت‌های جنسی پاره‌وقت استفاده می‌شود یا ممکن است به صورت گسترده‌تر به‌عنوان یک هویت روانی، اجتماعی و جنسی مورد استفاده قرار گیرد و همچنین نشان‌دهندهٔ اولویت معمول فرد باشد. اصطلاحات فاعل، مفعول و سوئیچ نیز در بی‌دی‌اس‌ام با معانی کمی متفاوت استفاده می‌شود. در هر دو زمینه، اصطلاحات فاعل و مفعول به نقش‌های سلطه‌گری و سلطه‌پذیری یا فاعلی و مفعولی اشاره دارد، نه اینکه چه کسی در یک کنش جنسی خاص از نظر جسمی در صدر باشد. اصطلاح قدیمی‌تر versatile «منعطف» گاهی به جای «سوئیچ» استفاده می‌شود.
اختلاف نظرهای زیادی درمورد رواج گرایش به فاعل و مفعول بودن در میان مردان و زنان و دگرجنس‌گرایان و همجنس‌گرایان وجود دارد.

## شرح

### فاعل
در اعمال مربط به بی‌دی‌اس‌ام مانند شلاق‌زنی، خفت‌بندی، بردگی، تحقیر و بازی جنسی، فاعل می‌تواند به معنای شریک غالبی که دستورهای را اعمال می‌کند باشد.

### مفعول

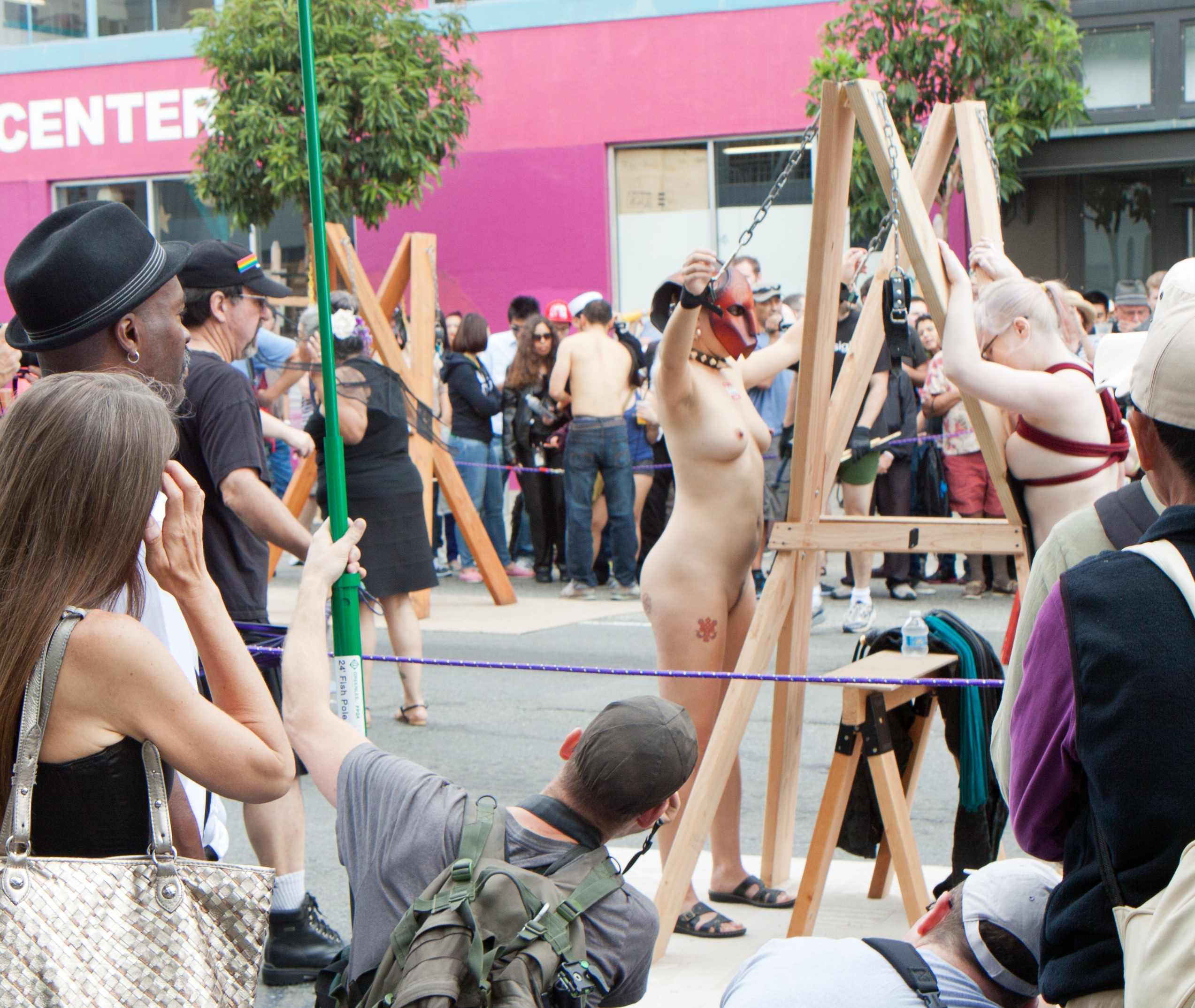
زنان برهنه بسته‌شده در نمایشگاه خیابان فالسوم شلاق می‌خورند.

در بی‌دی‌اس‌ام، فرد با گرایش مفعول می‌تواند به معنای یک شریک سلطه‌پذیر یا شریکی باشد که از دستورها و تمایلات دیگری پیروی می‌کند.
مثلاً یک دامیناتریکس ممکن است به فرمان‌بردار خود فرمان دهد تا به او دخول کند.

### سوئیچ
سوئیچ فردی است که در فعالیت‌های بی‌دی‌اس‌ام گاه در نقش فاعل و گاه در نقش مفعول ظاهر می‌شود، او می‌تواند گاه در نقش سلطه‌گر و بار دیگر در نقش سلطه‌پذیر عمل کند و در واقع هردوی نقش‌ها را ایفا می‌کند.